# Clockwork Angels
Clockwork Angels – dwudziesty album studyjny kanadyjskiej grupy muzycznej Rush wydany 12 czerwca 2012 roku nakładem Roadrunner Records. Wyjątek stanowi Kanada, gdzie nagrania wydała firma Anthem Records.
Sesja nagraniowa odbyła się w kwietniu 2010 roku w Blackbird Studio w Nashville w stanie Tennessee w USA oraz pomiędzy październikiem a grudniem 2011 roku w Revolution Recording w Toronto w Kanadzie. Album zadebiutował na 2. miejscu listy Billboard 200, sprzedając się w ciągu tygodnia od dnia premiery w Stanach Zjednoczonych w nakładzie 103 000 egzemplarzy. Album promowała trasa koncertowa Clockwork Angels Tour.

## Lista utworów
Opracowano na podstawie materiału źródłowego.
1. "Caravan" - 5:40
2. "BU2B" - 5:10
3. "Clockwork Angels" - 7:31
4. "The Anarchist" - 6:52
5. "Carnies" - 4:52
6. "Halo Effect" - 3:14
7. "Seven Cities of Gold" - 6:32
8. "The Wreckers" - 5:01
9. "Headlong Flight" - 7:20
10. "BU2B2" - 1:28
11. "Wish Them Well" - 5:25
12. "The Garden" - 6:59